# イロワケイルカ
イロワケイルカ（色分海豚、Cephalorhynchus commersonii）は、クジラ目ハクジラ亜目マイルカ科イロワケイルカ属（セッパリイルカ属とも）に属するイルカ。白黒に色分けされた体色がジャイアントパンダに似ているため、パンダイルカとも呼ばれる。
南アメリカ南端のフエゴ島およびフォークランド諸島周辺の海域、および、インド洋南部のケルゲレン諸島周辺の海域、二つの海域に棲息する。
種小名の commersonii、および、英名の Commerson's Dolphin はフランスの生物学者であるフィリベール・コメルソンに由来する。

## 形態

ヒトと比較したイロワケイルカの大きさ

イロワケイルカの模様は非常に特徴的である。頭部、胸びれ、背びれ、尾びれは黒く、喉と胴の大部分は白い。黒白2色の境界は非常にはっきりしている。体型は寸詰まり気味であり、1.5m程に成長する。外見はネズミイルカに似ているが、行動（後述）は他のマイルカ科のイルカに似ている。
額はなだらかに傾斜し、口吻の前方への突出はほとんどないまた、続く胴体もずんぐりとした形状である。胸びれの形状は先端が丸まっている。また背びれの頭側は直線的で尾側は凹型であるが、上端が丸く鎌のような形状ではない。幅広く、太い尾びれの中央には切れ込みがある。
雌雄ともに6年から9年で性成熟する。繁殖期は春から夏の間であり、妊娠期間は11-12ヶ月である。飼育下での最長飼育記録は約21年であるが、寿命はまだ正確にはわかっていない。

## 生息数と分布

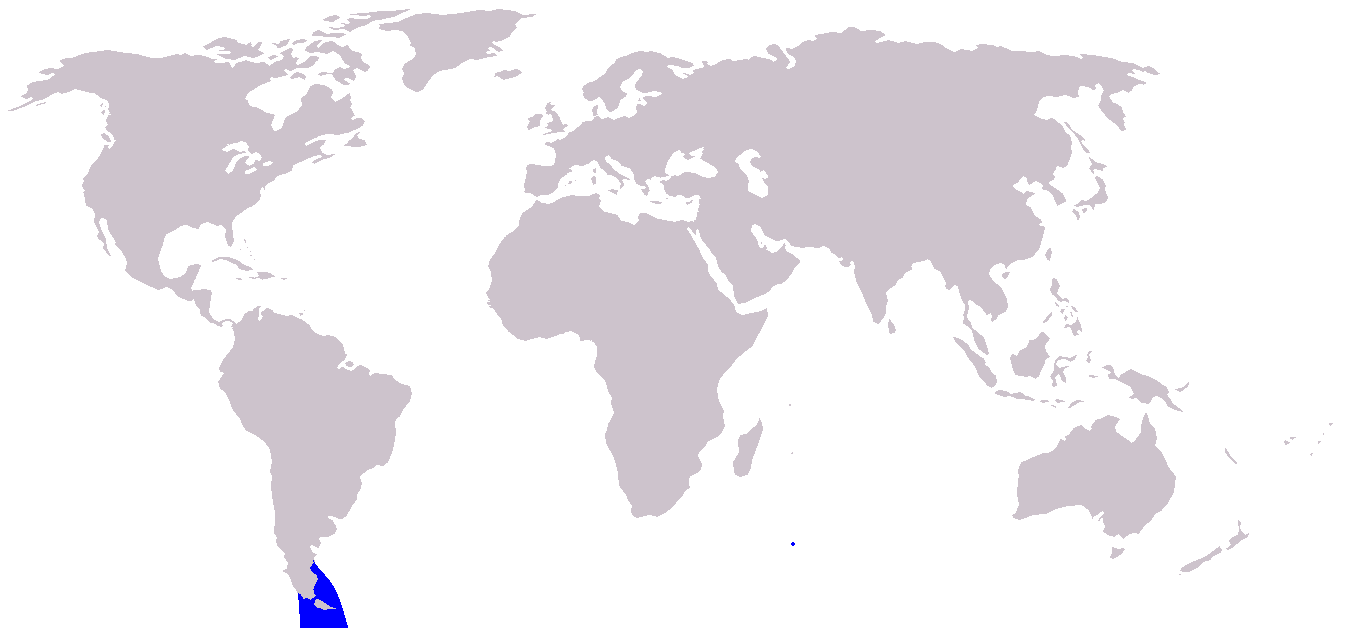
イロワケイルカの生息域

イロワケイルカの生息域は2箇所である。一つはアルゼンチンの入り江、マゼラン海峡、フォークランド諸島などの南アメリカ南端の海域である。もう一つはその海域から8,000kmも東方のインド洋南部のケルゲレン諸島周辺であり、これは1950年代に発見されている。浅瀬を好む。
全生息数は不明であるが、マゼラン海峡など生息域においては良く見られる。

## 行動
イロワケイルカは非常に活発に行動する。海面を高速で泳いだり、ジャンプしたりする様子が頻繁に観察される。海岸の近くでは、波乗りをするかのような回転などの行動も見られる。高速で移動する船を追いかけたりもする。
主食は近海や遠洋の魚類やイカである。南米では甲殻類を食べる群もある。

## 保護
イロワケイルカは国際自然保護連合 (IUCN) レッドリストにおいて、2017年に「低懸念」（LC：Least Concern）に分類された。それ以前は「情報不足」（DD: Data Deficient）に分類されていた。
ワシントン条約附属書IIに記載されており、生体・死体・加工品に関わらず条約締結国間での商業取引の際には輸出国の輸出許可書が必要となる。また、アルゼンチンは本種を含む多くの動物種の生体の商業輸出を原則として禁止している。
海岸に近づく個体が刺し網により混獲されることは珍しいことではない。1970年代から1980年代にかけて、アルゼンチンやチリではカニ漁の餌としてイロワケイルカが使われたこともあったが、近年では少なくなっている。

## 飼育
2025年8月現在、日本の水族館では仙台うみの杜水族館と鳥羽水族館がイロワケイルカの飼育展示を行っている。
かつて海遊館、アドベンチャーワールド、サンシャイン水族館、のとじま臨海公園水族館、マリンピア松島水族館、横浜・八景島シーパラダイス、宮島水族館で飼育されていた時期がある。